# یوشیهیکو هارا
یوشیهیکو هارا (انگلیسی: Yoshihiko Hara؛ زادهٔ ۱۱ فوریهٔ ۱۹۶۴) کشتی‌گیر اهل ژاپن بود.